# Telekgerendás
Telekgerendás è un comune dell'Ungheria di 1 673 abitanti (dati 2001) . È situato nella contea di Békés.